# Носіро

40°12′44″ пн. ш. 140°01′36″ сх. д. / 40.21222° пн. ш. 140.02667° сх. д.
Носіро́ (яп. 能代市, のしろし, МФА: [noɕiɾo ɕi̥]) — місто в Японії, в префектурі Акіта.

## Короткі відомості
Розташоване в північно-західній частині префектури, у гирла річки Йонесіро, на березі Японського моря. Виникло на основі портового містечка раннього нового часу. Засноване 26 вересня 1940 року шляхом об'єднання містечка Носіроко з селами Сінономе та Сакакі. Основою економіки є сільське господарство, рибальство, вирощування криптомерій, деревообробна промисловість. Станом на 1 жовтня 2007 площа міста становила 426,74 км². Станом на 1 липня 2008 населення міста становило 60 543 осіб.